# 診断学
診断学（しんだんがく）とは、患者の状態を診察、検査などを行い、疾患に限らず、健康でない状態の原因を分析、判断する学問である。

## 日本の現状
日本の医学教育機関において、特に「診断学」と呼ばれる講座は最近まで開設されておらず、ここ数年で、一部の機関においてようやく開設されるようになった。日本では、専門医が尊ばれ、最初に患者を診察し、初期診断を下す一般医（主に開業医）は、総合病院に勤務する専門医やひいては患者から「何でも屋」として蔑まれる傾向があった（現在でもその傾向は強い）。そのため、総合診断学という概念は薄い。このような状態であったため、現在においても日本の大病院では、どこの具合が悪くても、その患者を診察･診断できる医師は思いのほか少ないと考えられる。そもそも、このようなことも、患者自身の、「専門の先生がいる大病院」を志向する風潮が、患者自身の不利益に繋がっている一例である。
しかし、ここ数年において、地域医療や総合診療といった初期診療の重要性が見直され始め、各大学医学部、大病院において総合診療科と呼ばれるような「何でも屋」が新設される風潮があり、学生実習においても「地域医療」や「総合診療」といった科目を必修とする医学教育機関も増えつつある。また、医師の医師国家試験合格後の初期研修における「ローテーション（主要な各診療科目で一定期間研修し、幅広い知識と経験を身につける）」が義務化され、まだ模索中ではあるが、その中で総合的な診察･診断能力を養えるようなシステムを作ろうとする動きもある。教科書としては、「内科診断学」や、「整形外科の診断学」など、分野別の診断学について書かれたものが殆どではあるが、先述の総合診療科設置の流れに呼応して診断学全体を概観するような教科書も書かれるようになった。
今後、未知の部分は多いが、楽観的観測をすれば、日本においても「総合診療」を専門とする医師の存在が尊ばれるようになり、初期診療を行える医師が増えるのではないか、と考えられる。